# Saint-André-en-Vivarais
Saint-André-en-Vivarais là một xã ở tỉnh Ardèche, vùng Auvergne-Rhône-Alpes ở đông nam nước Pháp.